# 謝錦川
謝錦川（1944年2月11日—），中華民國（台灣）政治人物，曾代表民主進步黨當選為台南縣議員，及第三屆立法委員。1998年底第四屆立法委員選舉時以無黨籍身份競選連任，但未當選。
2001年底第五屆立法委員選舉改代表台灣團結聯盟參選，亦未當選。
其女謝欣霓，曾代表民主進步黨在台中縣選區當選為第六屆立法委員。